# АЭС Дампьер
АЭС Дампьер (фр. Centrale nucléaire de Dampierre) — действующая атомная электростанция в центральной части Франции в регионе Центр — Долина Луары. 
Станция расположена на берегу реки Луара на территории коммуны Дампьер-ан-Бюрли в департаменте Луаре в 55 км на юго-восток от Орлеана.
АЭС состоит из 4 энергоблоков с реакторами с водой под давлением (PWR) CP1 разработки Framatome мощностью 937 МВт каждый.
Станция в год вырабатывает 25 млрд. кВт энергии, покрывая 5% всей потребности в электроэнергии страны и три четверти потребностей Парижа.
Для охлаждения технического оборудования станция пользуется большим количеством воды, поэтому она расположена на реке Луара.

## Информация об энергоблоках
| Энергоблок | Тип реакторов | Мощность | Мощность | Начало строительства | Физпуск    | Подключение к сети | Ввод в эксплуатацию | Закрытие |
| Энергоблок | Тип реакторов | Чистый   | Брутто   | Начало строительства | Физпуск    | Подключение к сети | Ввод в эксплуатацию | Закрытие |
| ---------- | ------------- | -------- | -------- | -------------------- | ---------- | ------------------ | ------------------- | -------- |
| Дампьер-1  | PWR, CP1      | 890 МВт  | 937 МВт  | 01.02.1975           | 15.03.1980 | 23.03.1980         | 10.10.1980          | —        |
| Дампьер-2  | PWR, CP1      | 890 МВт  | 937 МВт  | 01.04.1975           | 05.12.1980 | 10.12.1980         | 16.02.1981          | —        |
| Дампьер-3  | PWR, CP1      | 890 МВт  | 937 МВт  | 01.09.1975           | 25.01.1981 | 30.01.1981         | 27.05.1981          | —        |
| Дампьер-4  | PWR, CP1      | 890 МВт  | 937 МВт  | 01.12.1975           | 05.08.1981 | 18.08.1981         | 20.11.1981          | —        |